# Selección femenina de balonmano de China Taipéi
La selección femenina de balonmano de China Taipéi es el equipo nacional de China Taipéi. Está regido por la Asociación de Balonmano de China Taipéi y participa en competiciones internacionales de balonmano. Ha competido en el Campeonato Asiático de Balonmano Femenino en once ocasiones, la más reciente en 2012.

## Participaciones
| Año  | Sede                                                                              | Pos.                                          |
| ---- | --------------------------------------------------------------------------------- | --------------------------------------------- |
| 1987 | Amán                                                                              | 5°                                            |
| 1989 | Pekín                                                                             | 4°                                            |
| 1991 | [[Archivo:{{{bandera alias-1947}}}\|20x20px\|border\|Bandera de Japón]] Hiroshima | 5°                                            |
| 1993 | Shantou                                                                           | 6°                                            |
| 1995 | Seúl                                                                              | 4°                                            |
| 1997 | Amán                                                                              | 5°                                            |
| 1999 | Kumamoto                                                                          | 5°                                            |
| 2000 | Shanghái                                                                          | 7°                                            |
| 2002 | Alma Ata                                                                          | 5°                                            |
| 2004 | [[Archivo:{{{bandera alias-1947}}}\|20x20px\|border\|Bandera de Japón]] Hiroshima | 4°                                            |
| 2006 | Guangzhou                                                                         | No clasificó                                  |
| 2008 | Bangkok                                                                           | No clasificó                                  |
| 2010 | Alma Ata                                                                          | No clasificó                                  |
| 2012 | Yogyakarta                                                                        | 7°                                            |
| 2015 | Yakarta                                                                           | No clasificó                                  |
| 2017 | Suwon                                                                             | No clasificó                                  |
| 2018 | Kumamoto                                                                          | No clasificó                                  |
| 2020 | Cancelado por la Pandemia de COVID-19 en Asia                                     | Cancelado por la Pandemia de COVID-19 en Asia |